# Melung
Melung (nepalski: मेलुङ) – gaun wikas samiti w środkowej części Nepalu w strefie Dźanakpur w dystrykcie Dholkha. Według nepalskiego spisu powszechnego z 2001 roku liczył on 826 gospodarstw domowych i 4413 mieszkańców (2262 kobiet i 2151 mężczyzn).